# Копитчак Богдан Омелянович
Богдан Омелянович Копитчак (рос. Богдан Емельянович Копытчак; нар. 28 березня 1947, Турка, Дрогобицька область — пом. 19 липня 2008[джерело?]) — радянський український футболіст і тренер. Захисник, виступав, зокрема за «Спартак» (Івано-Франківськ), «Карпати» (Львів) і команду м. Луцька.
Навчався у Львівському сільськогосподарському інституті.
Був швидким, сміливим, тактично грамотним гравцем.
Після закінчення кар'єри гравця спробував себе на тренерській роботі в аматорському футболі. Зокрема, до 1991 року (включно) очолював івано-франківський «Металіст», який багато сезонів незмінно виступав у найвищій лізі обласної першості Івано-Франківщини. Завдячуючи його плідній діяльності та організаційному хисту, згаданий футбольний колектив 1985 року зійшов на 3-є місце п'єдесталу пошани чемпіонату області. 
Наприкінці 1991 року перейшов на роботу в професійну команду ФК «Прикарпаття» (Івано-Франківськ). У ній до літа 1992 року працював на посаді тренера-адміністратора.       